# Estación Iyoshirataki
La estación Iyoshirataki (伊予白滝駅 Iyoshirataki-eki?) es una estación de la línea Yosan de la Japan Railways que se encuentra en la ciudad de Oozu de la prefectura de Ehime. El código de estación es el "S14".

## Estación de pasajeros

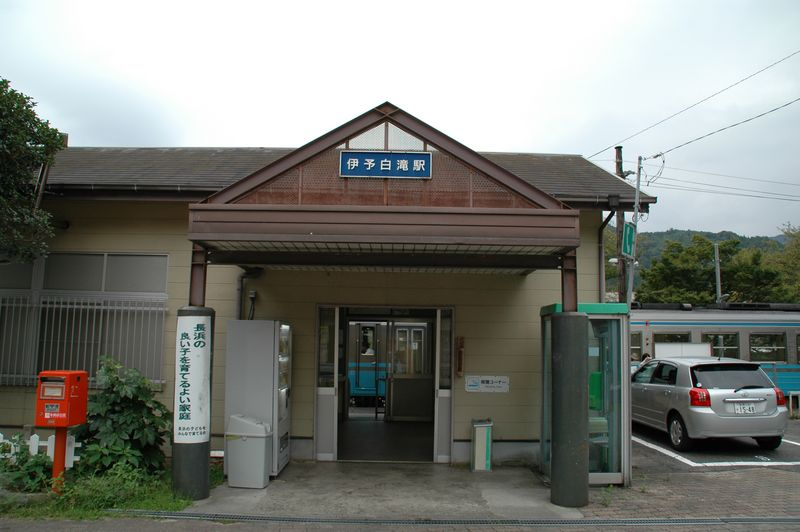
Estación Iyoshirataki.

Cuenta con dos plataformas, entre las cuales se encuentran las vías. Cada plataforma cuenta con un andén (andenes 1 y 2). 
No cuenta con personal ni con expendedora automática de boletos.
El edificio de la estación es pequeño y de madera y tiene sus años, pero ha sido renovado.

### Andenes
| 1 | ● Línea Yosan | Hacia Ōzu, Yawatahama y Uwajima (solo servicios comunes)                                |
| 2 | ● Línea Yosan | Hacia Nagahama, Iyo, Matsuyama, Hōjō, Imabari, Nyugawa y Saijō (solo servicios comunes) |

## Alrededores de la estación
- Oficina de correo de Shirataki
- Plaza Shirataki (白滝公園 Shirataki-kōen?)
- Cascada Blanca (白滝 Shira-taki?)

## Historia
- 1918: el 14 de febrero es inaugurada con el nombre de estación Kaya (加屋駅 Kaya-eki?) por Ferrocarril Ehime (愛媛鉄道 Ehime-tetsudō?), en simultáneo con el tramo entre la estación Oozu (大洲駅 Oozu-eki?) que en la actualidad se denomina estación IyoŌzu y la estación Nagahama (長浜駅 Nagahama-eki?) que en la actualidad se denomina estación Iyonagahama.
- 1928: el 16 de julio es reubicado a su ubicación actual.
- 1933: el 1° de octubre el Ferrocarril Ehime es estatizado con el nombre de línea Ehime.
- 1935: el 6 de octubre el ancho de vía la línea Ehime (que desde la época del Ferrocarril Ehime era de 762 mm) pasa a ser de 1.067 mm. Además se completa la extensión desde la estación Shimonada hasta la estación Iyonagahama por lo que las líneas Yosan y Ehime quedan vinculadas entre sí. Por este motivo el recorrido desde la estación Takamatsu hasta la estación Oozu pasa a denominarse línea Principal Yosan (予讃本線 Yosan-honsen?).
- 1950: el 1° de abril toma su denominación actual.
- 1986: el 3 de marzo se inaugura el nuevo ramal entre las estaciones Mukaibara y Uchiko, en consecuencia los servicios rápidos dejan de circular por la estación.
- 1987: el 1° de abril pasa a ser una estación de la división Ferrocarriles de Pasajeros de Shikoku de la Japan Railways.
- 1988: en junio la línea Principal Yosan vuelve a ser simplemente línea Yosan.

## Estación anterior y posterior
- Línea Yosan 
  - Estación Iyoizushi (S13)  <<  Estación Iyoshirataki (S14)  >>  Estación Hataki (S15)